# Hobbseus valleculus
Hobbseus valleculus är en kräftdjursart som först beskrevs av Fitzpatrick 1967.  Hobbseus valleculus ingår i släktet Hobbseus och familjen Cambaridae. IUCN kategoriserar arten globalt som starkt hotad. Inga underarter finns listade i Catalogue of Life.